# Тоня Коуч
Тоня Коуч (англ. Tonia Couch, 20 травня 1989) — британська стрибунка у воду.
Учасниця Олімпійських Ігор 2008, 2012, 2016 років.
Чемпіонка Європи з водних видів спорту 2012 року, призерка 2013, 2016 років.
Призерка Ігор Співдружності 2014 року.